# Return of the Champions
Return of the Champions ist das 2005 erschienene, fünfte Livealbum der britischen Rockgruppe Queen und das erste Album von Queen + Paul Rodgers. Sie enthalten die Liveaufnahme eines Konzerts in der Hallam FM Arena in Sheffield am 9. Mai 2005.

## Das Album
Im November 2004 traten Brian May, Roger Taylor und Paul Rodgers anlässlich Queens Aufnahme in die UK Music Hall of Fame erstmals gemeinsam live auf. Im Dezember gaben Taylor und May bekannt, sie würden im folgenden Jahr zum ersten Mal seit 19 Jahren wieder gemeinsam auf Tournee gehen – mit Rodgers als Leadsänger. Beide Seiten betonten, dass dieser nicht der offizielle Nachfolger des 1991 verstorbenen Queen-Sängers Freddie Mercury sei. Dies kam auch in der für die Tournee gewählten Bezeichnung „Queen + Paul Rodgers“ zum Ausdruck. Rodgers’ an Blues orientierter Gesangsstil unterscheidet sich darüber hinaus grundlegend von Mercurys Gesangsperformance. Queen-Bassist John Deacon, der seit Ende der neunziger Jahre musikalisch inaktiv war, beteiligte sich nicht an der neuen Kooperation. Die letzte Tournee von Queen in Originalbesetzung hatte 1986 stattgefunden.
Ihr Auftaktkonzert absolvierten Queen und Paul Rodgers am 19. März 2005 in Südafrika anlässlich der Neuauflage des von Nelson Mandelas Stiftung initiierten 46664-Benefiz-Konzerts, das zur Bekämpfung von Aids beitragen sollte. Zur sechs-köpfigen Besetzung gehören Queens jahrzehntelanger Live-Keyboarder Spike Edney, der Bassist Danny Miranda sowie mit Jamie Moses erstmals ein zusätzlicher Rhythmusgitarrist. Die relativ kurzfristig organisierte, dennoch großteils ausverkaufte Europa-Tournee dauerte vom 28. März bis zum 14. Mai 2005 und umfasste insgesamt 28 Hallen-Konzerte. Im Laufe des Jahres folgten einige Open-Air-Auftritte in Europa sowie Konzerte auf Aruba, in den USA und in Japan.
Mit einer Spielzeit von teils über zwei Stunden war die Konzertdauer länger als bei vielen früheren Queen-Auftritten. Häufiger als gewohnt kam es zu kleineren Änderungen der Setliste. Ungefähr die Hälfte der Lieder war auch 1986 im Rahmen der Magic Tour, Queens letzter Tournee, auf dem Programm gestanden. Dazu kamen einige ältere Stücke (wie I’m in Love with My Car, ’39 oder Fat Bottomed Girls) sowie Titel, die erst nach der Magic Tour erschienen waren (wie z. B. I Want It All und The Show Must Go On). Das von Taylor gesungene Say It’s Not True war im Jahr 2003 beim ersten 46664-Konzert präsentiert worden. Neben der überwiegenden Mehrzahl an Queen-Liedern wurde jeweils eine Hand voll (häufig wechselnder) Lieder von Paul Rodgers’ ehemaligen Bands Free und Bad Company gespielt (u. a. All Right Now). Der Konzert-Opener Reaching Out war 1996 unter dem Projektnamen „Rock Therapy“ als Benefiz-Single zugunsten des Nordoff-Robbins Music Therapy Centre erschienen; Brian May und Paul Rodgers hatten den Song gemeinsam mit weiteren Musikern eingespielt. Mit dem Instrumental-Stück Last Horizon wurde, untypisch für Queen-Konzerte, ein nur auf einem Solo-Album (Mays Back to the Light) erschienener Titel auch Teil das Band-Programms. Taylors Schlagzeugsolo Let There Be Drums, eine Cover-Version des Stücks von Sandy Nelson, feierte seine Premiere erst einige Tage nach Tourbeginn.
Ein vorprogrammierter Drumcomputer kam in These Are the Days of Our Lives und im ersten Teil von Radio Ga Ga zum Einsatz, damit Roger Taylor sein Schlagzeug verlassen und den Leadgesang vorne  auf der Bühne vortragen konnte. In Bohemian Rhapsody, dem abschließenden Stück vor den Zugaben, teilten sich Freddie Mercury und Paul Rodgers den Gesang, was für viele einen der emotionalen Höhepunkte der Konzerte bedeutete. Eine Videoaufnahme, die Mercury am Klavier während Queens letztem Auftritt im Wembley-Stadion zeigte (siehe auch Live at Wembley Stadium), wurde dabei hinter die Bühne projiziert. Rodgers’ Gesang setzte beim Hardrock-Abschnitt ein, den abschließenden Teil sangen beide im Duett.
Das Konzert in Sheffield am 9. Mai 2005 vor mehr als 10.000 Zuschauern war einer der letzten Auftritte von Queen und Paul Rodgers im Rahmen ihrer Hallen-Tournee durch Europa. Return of the Champions beinhaltet, von einer Ausnahme abgesehen, im Wesentlichen das gesamte Konzert. Auf dem Album beziehungsweise auf der DVD nicht vertreten ist Eminems vom Tonband kommendes Stück Lose Yourself, das als Konzert-Intro diente, während dessen bereits kurz Mays Gitarre zu hören war. Als einziger Song aus dem Live-Set fehlt auf dem veröffentlichten Mitschnitt der Titel Under Pressure, der an diesem Tag erst zum dritten Mal auf der Setlist stand und von Brian May während des Konzerts folgendermaßen angekündigt wurde: This is actually something that we probably won’t put on the DVD so this is for you. This is like a bonus track. Die Konzert-Aufnahme wurde vor ihrer Veröffentlichung an einigen weiteren Stellen bearbeitet.
Die Filmaufnahmen des Konzerts in Sheffield leitete der Regisseur David Mallet, der zuvor für einige Musikvideos von Queen und die Konzertaufzeichnung des Freddie Mercury Tribute Concerts verantwortlich gewesen war. Die DVD Return of the Champions beinhaltet sowohl Stereo- als auch 5.1-Surround-Sound.
In einigen Ländern erschien zeitgleich mit dem Album beziehungsweise der DVD eine CD-Single-Auskoppelung mit den Titeln Reaching Out/Tie Your Mother Down und Fat Bottomed Girls.

## Titelliste
| CD | Nummer   | Lied                            | Leadgesang                  | Länge | Autor(en)                                          |
| -- | -------- | ------------------------------- | --------------------------- | ----- | -------------------------------------------------- |
| 1  | 1        | Reaching Out                    | Rodgers                     | 1:08  | Hill, Black                                        |
| 1  | 2        | Tie Your Mother Down            | Rodgers                     | 4:30  | May                                                |
| 1  | 3        | I Want to Break Free            | Rodgers                     | 3:59  | Deacon                                             |
| 1  | 4        | Fat Bottomed Girls              | Rodgers                     | 5:45  | May                                                |
| 1  | 5        | Wishing Well                    | Rodgers                     | 4:33  | Rodgers, Kirke, Yamauchi, Kossoff, Bundrick (Free) |
| 1  | 6        | Another One Bites the Dust      | Rodgers                     | 4:02  | Deacon                                             |
| 1  | 7        | Crazy Little Thing Called Love  | Rodgers                     | 4:35  | Mercury                                            |
| 1  | 8        | Say It’s Not True               | Taylor                      | 4:15  | Taylor                                             |
| 1  | 9        | ’39                             | May                         | 4:38  | May                                                |
| 1  | 10       | Love of My Life                 | May                         | 5:11  | Mercury                                            |
| 1  | 11       | Hammer to Fall                  | May / Rodgers               | 6:45  | May                                                |
| 1  | 12       | Feel Like Makin’ Love           | Rodgers                     | 6:20  | Rodgers, Ralphs (Bad Company)                      |
| 1  | 13       | Let There Be Drums              | instrumental (Taylor)       | 3:42  | Nelson, Podolor                                    |
| 1  | 14       | I’m in Love with My Car         | Taylor                      | 3:36  | Taylor                                             |
| 1  | 15       | Guitar Solo                     | instrumental (May)          | 6:59  | May                                                |
| 1  | 16       | Last Horizon                    | instrumental                | 4:44  | May                                                |
| 2  | 1        | These Are the Days of Our Lives | Taylor                      | 4:40  | Queen                                              |
| 2  | 2        | Radio Ga Ga                     | Taylor / Rodgers            | 5:59  | Taylor                                             |
| 2  | 3        | Can’t Get Enough                | Rodgers                     | 4:22  | Ralphs (Bad Company)                               |
| 2  | 4        | A Kind of Magic                 | Rodgers                     | 6:07  | Taylor                                             |
| 2  | 5        | I Want It All                   | Rodgers / May               | 5:09  | Queen                                              |
| 2  | 6        | Bohemian Rhapsody               | Mercury [Tonband] / Rodgers | 6:18  | Mercury                                            |
| 2  | Zugaben: |                                 |                             |       |                                                    |
| 2  | 7        | The Show Must Go On             | Rodgers                     | 4:33  | Queen                                              |
| 2  | 8        | All Right Now                   | Rodgers                     | 6:54  | Rodgers, Fraser (Free)                             |
| 2  | 9        | We Will Rock You                | Rodgers                     | 2:35  | May                                                |
| 2  | 10       | We Are the Champions            | Rodgers                     | 4:30  | Mercury                                            |
| 2  | 11       | God Save the Queen              | instrumental [Tonband]      | 1:36  | Trad. Arr. May                                     |

Im Intro zu Fat Bottomed Girls wurde ein kurzer Ausschnitt aus White Man zitiert; als Teil seines Guitar Solo spielte May das Stück Chinese Torture.
Die DVD enthält zwei zusätzliche Titel. Jener Remix von It’s a Beautiful Day, der bei den meisten Konzerten zusammen mit Eminems Lose Yourself als Intro verwendet wurde und nur als Internet-Download erhältlich war, erschien hier erstmals auf einem Tonträger. Als weiteren Bonus-Track beinhaltet die DVD eine Live-Version von John Lennons Imagine. Anlässlich der Terroranschläge am 7. Juli 2005 in London, aufgrund derer ihr Konzert um eine Woche verschoben werden musste, spielten Queen + Paul Rodgers am 15. Juli 2005 im Hyde Park eine Cover-Version dieses Stücks. Den Leadgesang teilten sich May, Taylor und Rodgers.
Aufgenommen wurde der Tonmitschnitt von Justin Shirley-Smith und Peter Brandt. Die Mixe stammen von Justin Shirley-Smith; weiterer Toningenieur war Joshua J. Macrae.

## Chartplatzierungen

### Album
- #12 – Großbritannien (Silber).[4]
- #13 – Deutschland.[5]
- #14 – Japan.
- #19 – Niederlande[6] / Österreich.[7]
- #42 – Schweiz.[8]
- #80 – Frankreich.[9]
- #84 – USA.

### DVD
- #1 – Großbritannien (Platin[4]).
- #2 – Deutschland / Niederlande / Österreich.
- #3 – Schweden.
- #4 – Italien.
- #7 – Portugal.